# Manfred Geis

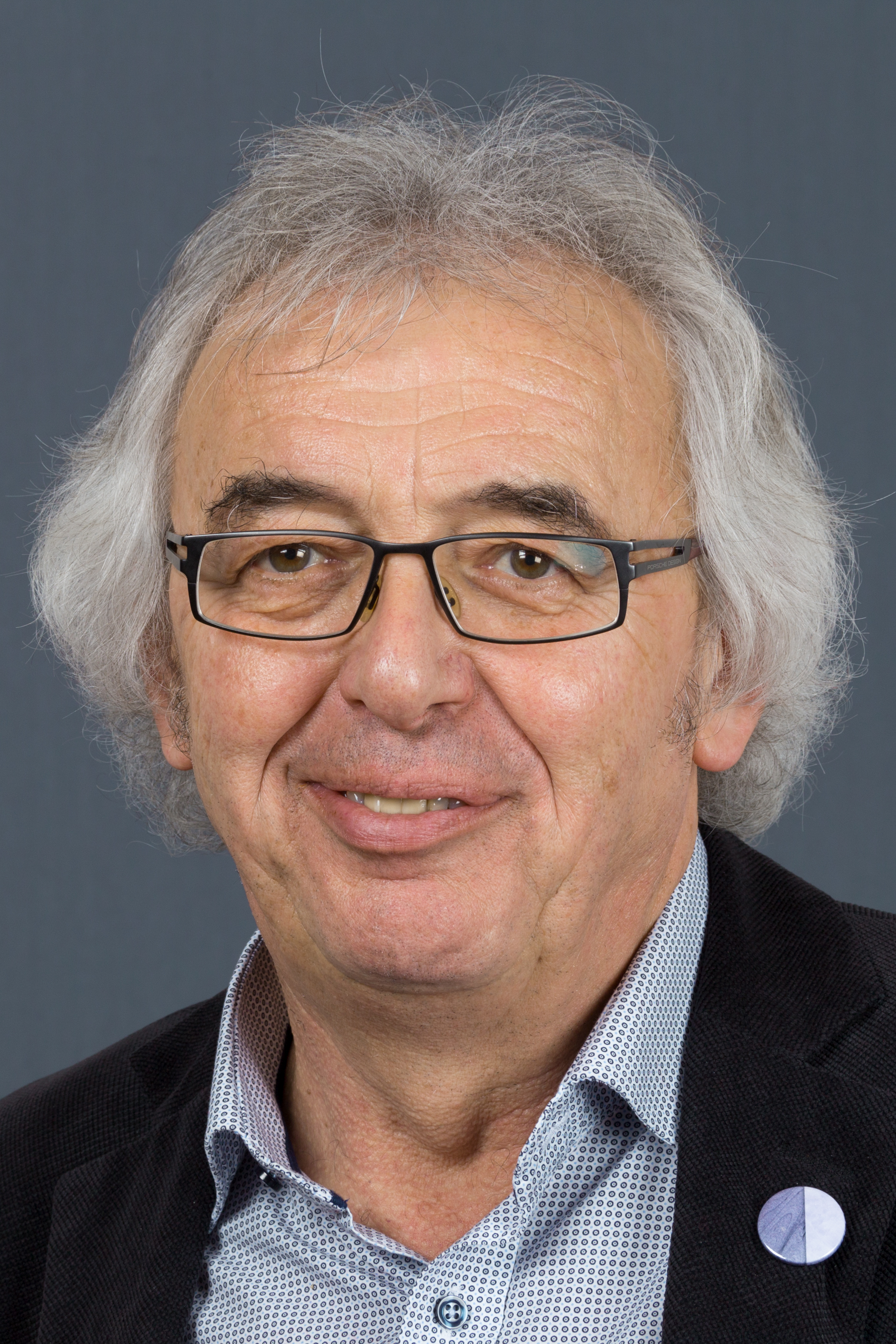
Manfred Geis (2016)

Manfred Geis (* 27. Dezember 1949 in Ellerstadt) ist ein deutscher Politiker (SPD). Er war von 1998 bis 2019 Mitglied des rheinland-pfälzischen Landtags. Am 13. März 2016 erreichte er zum vierten Mal in Folge das Direktmandat im Wahlkreis 41 (Bad Dürkheim).

## Leben und Beruf
Nach dem Abitur im Jahr 1968 studierte Geis als Stipendiat der Friedrich-Ebert-Stiftung an der Universität Mannheim Politische Wissenschaften, Geschichte und Germanistik. Nach dem Abschluss im Jahr 1975 war er dort bis 1980 als wissenschaftlicher Mitarbeiter angestellt. In den Jahren 1980 bis 2002 war er Geschäftsführer des SPD-Bezirks Pfalz, von 1989 bis 1994 Kulturdezernent der Stadt Bad Dürkheim. 1998 wurde er als Nachrücker Mitglied des rheinland-pfälzischen Landtags. Bei den nächsten vier Landtagswahlen (2001, 2006, 2011 und 2016) gewann er jeweils als Direktkandidat den Wahlkreis Bad Dürkheim. Im Landtag war er seit 2001 Vorsitzender des Ausschusses für Wissenschaft, Weiterbildung und Kultur. Außerdem war er Mitglied im Ausschuss für Europafragen und Eine Welt sowie Sprecher der SPD-Landtagsfraktion für „Eine Welt“-Politik.
Geis ist verheiratet und hat zwei erwachsene Söhne. Die Bundestagsabgeordnete Isabel Mackensen-Geis ist seine Schwiegertochter.

## Politik
Im Jahr 1969 trat Geis der SPD bei und übte ab 1975 verschiedene parteiliche Funktionen aus. In den Jahren 1979 bis 1989 und wieder von 2004 bis 2014 war er Stadtrat von Bad Dürkheim.
Seit 1999 ist er Mitglied des Bezirkstags Pfalz.
Geis ist Beisitzer im Vorstand des Kulturforums der Sozialdemokratie mit den Themenschwerpunkten Kulturelle Bildung, Landeskulturpolitik Rheinland-Pfalz sowie Kultur „im Gespräch“.

## Weitere Aktivitäten
Er ist Vorsitzender im Deutschen Bibliotheksverband, Landesverband Rheinland-Pfalz, und Mitglied in Kuratorien und Beiräten vieler politischer kultureller Organisationen, z. B. der Stiftung Rheinland-Pfalz für Kultur, der Landeszentrale für politische Bildung und des Arp-Museums Bahnhof Rolandseck.
Seit 1999 veranstaltet er außerdem die Kulturreihe Kunst im Abgeordnetenbüro mit inzwischen 98 Ausstellungen (Stand: Januar 2019) zeitgenössischer Kunst im Abgeordnetenhaus des Landtags in Mainz.